# 巴伐利亞的路德維希·威廉
巴伐利亞的路德維希·威廉（Ludwig Wilhelm in Bayern，1884年1月17日—1968年11月5日），巴伐利亞公爵（Herzog in Bayern），是卡爾·特奧多爾公爵之子，維特爾斯巴赫王朝的成員。
他娶埃蘿諾·塞因-維特根斯坦-貝勒堡（Eleonore zu Sayn-Wittgenstein-Berleburg），沒有子女。1968年於克羅伊特去世。